# Cantó de Cormeilles-en-Parisis
El cantó de Cormeilles-en-Parisis és un antic cantó francès del departament de Val-d'Oise, que estava situat al districte d'Argenteuil. Comptava amb 2 municipis i el cap era Cormeilles-en-Parisis.
Va desaparèixer al 2015 i el seu territori es va dividir entre el cantó de Franconville i el cantó d'Herblay.

## Municipis
- Cormeilles-en-Parisis
- Montigny-lès-Cormeilles

## Història
| Data d'elecció                           | Identitat         | Partit           | Qualitat |
| ---------------------------------------- | ----------------- | ---------------- | -------- |
| 1964-1982                                | Claude Weber      | PCF              |          |
| 1982-1988                                | Michel Buttard    | CNI              |          |
| 1988-2001                                | Robert Hue        | PCF              |          |
| 2001-2008                                | Christophe Durand | UDF, després UMP |          |
| 2008-                                    | Anita Bernier     | PS               |          |
| les dades anteriors no són pas conegudes |                   |                  |          |
|                                          |                   |                  |          |

## Demografia
| A partir de 1990: Població sense dobles comptes |